# 福岡市立春住小学校
福岡市立春住小学校（ふくおかしりつ はるずみしょうがっこう）は、福岡県福岡市博多区博多駅南五丁目にある小学校。

## 沿革
「学校紹介」（春住小学校公式ホームページ）参照。
- 1954年（昭和29年） - 開校。当初は東住吉小学校にて合同授業を行っていた。
- 1955年（昭和30年） - 東住吉小学校から分離。
- 1957年（昭和32年） - 校歌制定。
- 1967年（昭和42年） - 鉄筋校舎6教室完成。
- 1968年（昭和43年） - 鉄筋校舎（普通教室12・特別教室4室、その他）が全て完成。
- 1972年（昭和47年） - 防音鉄筋講堂兼体育館完成。
- 1980年（昭和55年） - プール全面改築、放送設備全面改装。
- 1983年（昭和58年） - 特別教室（家庭・図工）増築。
- 1986年（昭和61年） - 観察池噴水設置。
- 1989年（平成元年） - 山王1丁目(全域)・2丁目（一部）を春住校区に編入。
- 1993年（平成6年） - 大規模改修（給食室、職員室、保健室、用務員室、昇降口、教室・廊下壁・天井）
- 1994年（平成7年） - 大規模改修（教室・廊下・階段の床張替、トイレ、理科室、図書室、音楽室）
- 1998年（平成10年） - パソコン教室使用開始。
- 2002年（平成14年）
  - 体育館全面改装。
  - 飼育舎新築移転。
  - 校内LAN配線工事完了（職員室、事務室、図書室、パソコン室）。
- 2003年（平成15年） - パソコン機器取り替え。
- 2004年（平成16年） - 小会議室設置。
- 2008年（平成20年） - 小会議室を改装し、教育相談室「はるずみルーム」を設置。
- 2009年（平成21年） - 校舎施設耐震工事。
- 2010年（平成22年）
  - プール内床面コーティング工事。
  - 太陽光発電工事。
- 2011年（平成23年） - プール壁面コーティング工事。
- 2013年（平成25年） - プレハブを一棟増設（2教室）。
- 2015年（平成27年） - プレハブを一棟増設（2教室）。
- 2016年（平成28年） - プレハブを一棟増設（1教室）。
- 2024年（令和6年）4月 - 新校舎に建て替え[3][4][5]。

## 通学区域
博多区の以下の地区。
- 山王1丁目
- 山王2丁目（一部）
- 博多駅南3丁目
- 博多駅南4丁目
- 博多駅南5丁目（一部）
- 博多駅南6丁目（一部）

博多駅南東、JR線（鹿児島本線・九州新幹線・博多南線）と御笠川に挟まれた一帯の地域で、企業支店・事業所などの多い地域である。中央部に筑紫通り、西側に竹下通りが通っている。
校名になっている「春住町」は学校所在地の住居表示実施前の地名で、校区内にある公民館やバス停などに名が残る。
中学校は東住吉中学校の校区となる。

### 校区内の主な施設
- 山王公園
- はなのまち公園
- 春住公園
- 博多市民センター・博多図書館・博多体育館
- 比恵遺跡

### 校区が隣接する小学校
- 福岡市立東住吉小学校
- 福岡市立堅粕小学校
- 福岡市立東光小学校
- 福岡市立那珂小学校
- 福岡市立住吉小学校

## 校歌
1962年（昭和37年）制定。
- 作詞：長井盛之
- 作曲：定直泰雄